# Riche
Riche là một xã trong vùng Grand Est, thuộc tỉnh Moselle, quận Château-Salins, tổng Château-Salins. Tọa độ địa lý của xã là 48° 53' vĩ độ bắc, 06° 37' kinh độ đông. Riche nằm trên độ cao trung bình là 260 mét trên mực nước biển, có điểm thấp nhất là 213 mét và điểm cao nhất là 270 mét. Xã có diện tích 6,34 km², dân số vào thời điểm 2005 là 205 người; mật độ dân số là 32,5 người/km². Riche nằm về phía đông của Metz.